# 徐瓚 (成化進士)
徐瓚（1436年—？），字國用，浙江嘉興府秀水縣人。明朝政治人物。進士出身。

## 生平
順天府鄉試第一百二十名。成化五年（1469年）乙丑科會試第七十六名，殿試登進士第三甲第一百二十七名。

## 家族
曾祖徐潤德。祖父徐秉中。父亲徐文昭，曾任典史。